# GPU-Z
테크파워업 (TechPowerUp) GPU-Z (이하 GPU-Z)는 그래픽 카드와 GPU에 대한 정보를 제공하도록 설계된 경량 유틸리티이다. 그래픽 처리 장치(Graphics Processing Unit, 종종 GPU로 줄여짐)의 사양과 메모리를 표시한다. 또한 온도, 코어 주파수, 메모리 주파수, GPU 로드 및 팬 속도를 표시한다.

## 특징
GPU-Z를 통해 확인 가능한 정보는 아래와 같다:
- 그래픽 카드의 번호, 이름
- 가짜 GPU 탐지
- GPU 내부 코드명
- 기술 프로세스
- 칩 다이 사이즈
- 트랜지스터 개수
- DirectX / 픽셀 셰이더 지원 여부
- 메모리 타입
- 비디오 메모리(VRAM) 크기
- 메모리 대역폭
- 버스 타입
- 버스 폭
- GPU의 주파수 (기본값/ 오버클럭됨)
- 메모리 클럭
- 드라이버 버전
- 바이오스 버전
- 센서[4]
- GPU 코어 클럭[4]
- GPU 메모리 클럭
- Low GPU
- 팬 스피드
- 엔비디아 SLI 또는 AMD 크로스파이어

## 같이 보기
- CPU-Z